# Halina Woyke

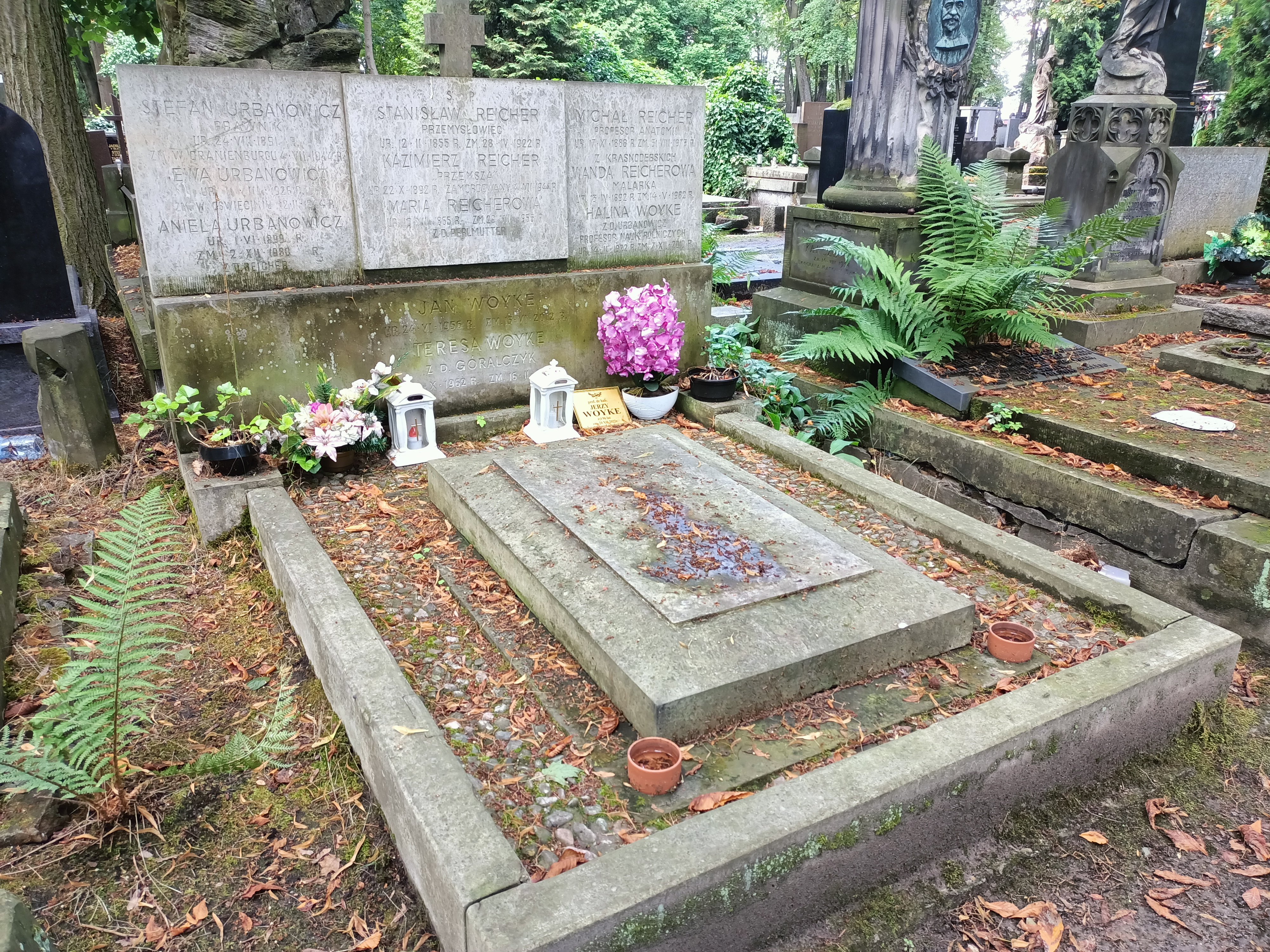
Grób Haliny i Jerzego Woyke na Cmentarzu Powązkowskim

Halina Woyke (ur. 14 lutego 1922 w Warszawie, zm. 7 grudnia 2010 tamże) — pseudonim "Halszka", harcerka Szarych Szeregów, uczestnik Powstania Warszawskiego, profesor nauk warzywniczych i pszczelarskich.

## Życiorys
Urodziła się w Warszawie 14 lutego 1922 w rodzinie Stefana i Anieli z Reicherów Urbanowicz. Ukończyła gimnazjum i I klasę prywatnego liceum na ul. Wiejskiej. Przerwaną naukę kontynuowała na tajnych kompletach w tejże szkole i w 1940 zdała maturę.
W lipcu 1940 zmarł jej ojciec Stefan w obozie w Oranienburgu. W 1942 została aresztowana jej młodsza siostra Ewa, po czym zmarła na tyfus w obozie w Oświęcimiu.
W czasie okupacji pracowała w BIP wraz z prof. Marianem Gieysztorem i Stefanem Korbońskim. Pod koniec 1943 wstąpiła do Szarych Szeregów i prowadziła pocztę przy „Pasiece”. Brała udział w Powstaniu Warszawskim i została ranna.
Dzięki opiece mamy doszła do zdrowia i po zakończeniu wojny pracowała jako instruktorka w Warszawskiej Chorągwi Harcerek. Pod koniec lat 40 w Olsztynie pełniła funkcję p.o. Komendantki Warmińsko-Mazurskiej Chorągwi Harcerek. Na początku 1950 przyjechała do Warszawy i pracowała kolejno jako asystent, adiunkt i wykładowca w Katedrze Warzywnictwa SGGW. W swojej pracy naukowej zajmowała się właściwościami biologicznymi oraz użytkowymi ogórków, grochu, fasoli, kapusty brukselskiej, pomidorów i innych warzyw. Pracowała nad wdrażaniem wyników swojej pracy w przemyśle. Dużą część swoich badań poświęciła pszczelarstwu. Była członkiem Rady Naukowej Centralnego Ośrodka Badania Odmian Roślin Uprawnych – COBORU.
Od 1953 była żoną wybitnego polskiego naukowca Jerzego Woyke i mieli dwoje dzieci – córkę Dorotę i syna Jana. Zmarła 7 grudnia 2010 i pochowana została w rodzinnym grobie na warszawskich Powązkach.